# Nauvunsaari
Nauvunsaari är en ö i Finland. Den ligger i sjön Enonvesi och i kommunerna Nyslott och Enonkoski och landskapet Södra Savolax, i den sydöstra delen av landet, 300 km nordost om huvudstaden Helsingfors. Öns area är 1,13 kvadratkilometer och dess största längd är 2 kilometer i öst-västlig riktning.